# Rosemary Popa
Rosemary Popa (Melbourne, 30 december 1991) is een Australisch roeister.
Pope won tijdens de spelen van Tokio de gouden medaille in de vier-zonder. Op de wereldkampioenschappen pakte ze twee medailles. Haar beide ouders wonnen een Olympische medaille in het roeien in 1984.

## Resultaten

### Olympische Zomerspelen
| Jaar | Plaats | Resultaten        |
| ---- | ------ | ----------------- |
| 2021 | Tokio  | in de vier-zonder |

### Wereldkampioenschappen roeien
| Jaar | Plaats              | Resultaten     |
| ---- | ------------------- | -------------- |
| 2015 | Aiguebelette-le-Lac | 5de in de acht |
| 2018 | Plovdiv             | in de acht     |
| 2019 | Ottensheim          | in de acht     |

1992: Kirsten Barnes & Brenda Taylor &  Jessica Monroe & Kay Worthington ·
2020: Lucy Stephan & Rosemary Popa & Jessica Morrison & Annabelle McIntyre ·
2024: Marloes Oldenburg & Hermijntje Drenth & Tinka Offereins & Benthe Boonstra